# Libverdský potok
Libverdský potok (číslo hydrologického pořadí 2-04-10-006) je vodní tok na severu České republiky, ve Frýdlantském výběžku Libereckého kraje. Povodí potoka zaujímá plochu o rozloze 5,3 kilometrů čtverečních a samotný tok má délku 3,9 kilometrů. V celé své délce teče potok po území Chráněné krajinné oblasti Jizerské hory.

## Popis toku
Potok pramení severovýchodně od obce Lázně Libverda, v místech s nadmořskou výškou 495 metrů. Následně se na jeho toku nachází někdejší betonové koupaliště a poté vodoteč vstupuje do východních partií Lázní Libverdy. Prvním domem, kolem kterého protéká, je objekt číslo popisné 133. V obci postupně z jihu obtéká budovu základní školy, ze severu místní hasičskou zbrojnici a posléze též místní informační centrum s pobočkou pošty. Východně od budovy obecního úřadu začíná zatrubnění potoka, které následně podchází pod centrem obce i pod lázeňskou kolonádou. Jižně od libverdského zámečku zatrubnění končí a vodní tok je veden otevřeným korytem. Posléze vody potoka ze severu obtékají místní Lázeňský rybník, který bočním přívodem též napájejí a za jeho hrází přepadávající vodu opět odvádějí. Následně míjí na levém břehu vybudovanou čistírnu odpadních vod, pak podtéká pod železniční tratí číslo 038 spojující Raspenavu s Bílým Potokem pod Smrkem, vtéká do města Raspenava, v níž opět zatrubněn podchází dům číslo popisné 385 v Hejnické ulici spolu se silnicí II/290, vedoucí po nábřeží řeky Smědé, a následně se v nadmořské výšce 360 metrů pravostranně vlévá do řeky Smědé.
Když Českou republiku během května 2013 postihly povodně, nezpůsobily vody potoka v Lázních Libverdě ve srovnání se spodní vodou a vodou stékající ze sousedních kopců výraznější škody. Škody zaviněné povodní obec vyčíslila na 10 milionů korun českých.

## Stavy průtoků
Na potoce je instalován limnigraf východně od objektu obecního úřadu v Lázních Libverdě. Stanoviště je vybaveno vodočetnou latí i dálkovým přenosem naměřených dat, takže aktuální stavy průtoků je možné sledovat pomocí webové aplikace. Průměrný průtok u ústí Libverdského potoka do Smědé činí 0,10 kubických metrů za sekundu.